# Pavelec
Pavelec (in russo Павелец?) è un insediamento di tipo urbano della Russia europea centrale, situato nel distretto Skopinskij dell'oblast' di Rjazan'.
Si trova 123 km a sud di Rjazan'.